# Diatraea saccharalis
Espèce
Diatraea saccharalis, la pyrale de la canne à sucre, ou mineuse de la canne à sucre ou foreur américain de la canne à sucre, est une espèce de lépidoptères (papillons) de la famille des Crambidae, originaire d'Amérique centrale et d'Amérique du Sud.
L'imago peut atteindre 4 cm d'envergure, la larve (chenille) creuse des galeries dans les tiges de diverses espèces de Poaceae (graminées), notamment la canne à sucre, mais aussi le maïs, le riz, le sorgho, etc. Les galeries creusées par les chenilles favorisent les infections fongiques, par exemple la fusariose chez le maïs ou la morve rouge chez la canne à sucre.
L'espèce a été introduite aux États-Unis, d'abord en Louisiane, vers 1855 et s'est ensuite répandue dans les régions les plus chaudes de tous les États bordant le golfe du Mexique.